# جوزيف ستانتون
جوزيف ستانتون (بالإنجليزية: Joseph Stanton)‏ هو شاعر أمريكي، ولد في 4 فبراير 1949.